# Algérie-Actualité
 (novembre 2016).
Si vous disposez d'ouvrages ou d'articles de référence ou si vous connaissez des sites web de qualité traitant du thème abordé ici, merci de compléter l'article en donnant les références utiles à sa vérifiabilité et en les liant à la section « Notes et références ».
Algérie-Actualité était un hebdomadaire algérien de langue française.

## Histoire
Le premier numéro est paru le 24 octobre 1965, succédant à l'édition du Dimanche d'El-Moudjahid.
À ses débuts, le format graphique du journal est édité en bichromie avec le noir et le bleu. Le nom du titre s'étalait sur six colonnes, Actualité était écrit en majuscules noires ; en avant des lettres C et T figure Algérie en caractères blancs sur un cercle noir. Son premier directeur était Abdelaziz Belazoug, ancien directeur d'Alger-Ce Soir et le rédacteur en chef Youcef Ferhi.
Il disposait d'un grand format (60 x 60) et de 16 pages sur une base de 8 colonnes et était diffusé par les Messageries Algériennes avec un tirage de 80 000 exemplaires. Les rubriques prennent deux pages chacune : politique intérieure et internationale, reportages, rubrique socio-économique, culturelle, littéraire, vulgarisation, sports… 
L'écrivain Tahar Djaout y a publié de très nombreux articles sur les écrivains, les peintres et les cinéastes de 1980 à 1984 et de 1987 à 1992. D'autres journalistes ont écrit pour l'hebdomadaire, comme Akli Ait Abdallah, le bédéiste Slim, Mohamed Balhi et la journaliste Ghania Mouffok.
Algérie-Actualité n'a pas survécu à la création des nouveaux titres de presse, au lendemain d'octobre 1988, et il a cessé de paraître au cours de l'année 1996.